# Dánia az 1992. évi nyári olimpiai játékokon
Dánia a spanyolországi Barcelonában megrendezett 1992. évi nyári olimpiai játékok egyik részt vevő nemzete volt. Az országot az olimpián 14 sportágban 110 sportoló képviselte, akik összesen 6 érmet szereztek.

## Érmesek
| Érem  | Versenyző                                                             | Sportág      | Versenyszám                |
| ----- | --------------------------------------------------------------------- | ------------ | -------------------------- |
| Arany | Jesper Bank Steen Secher Jesper Seier                                 | Vitorlázás   | Soling                     |
| Ezüst | Christian Frederiksen Arne Nielsson                                   | Kajak-kenu   | Férfi kenu kettes 1000 m   |
| Bronz | Ken Frost Jimmi Madsen Klaus Nielsen Jan Bo Petersen Michael Sandstød | Kerékpározás | Férfi csapat üldözőverseny |
| Bronz | Brian Nielsen                                                         | Ökölvívás    | Szupernehézsúly            |
| Bronz | Thomas Stuer-Lauridsen                                                | Tollaslabda  | Férfi egyes                |
| Bronz | Jens Bojsen-Møller Jørgen Bojsen-Møller                               | Vitorlázás   | Repülő hollandi            |

| Sport         |   |   |   | Összesen |
| Atlétika      | 0 | 0 | 0 | 0        |
| Evezés        | 0 | 0 | 0 | 0        |
| Íjászat       | 0 | 0 | 0 | 0        |
| Kajak-kenu    | 0 | 1 | 0 | 1        |
| Kerékpározás  | 0 | 0 | 1 | 1        |
| Labdarúgás    | 0 | 0 | 0 | 0        |
| Lovaglás      | 0 | 0 | 0 | 0        |
| Ökölvívás     | 0 | 0 | 1 | 1        |
| Sportlövészet | 0 | 0 | 0 | 0        |
| Súlyemelés    | 0 | 0 | 0 | 0        |
| Tenisz        | 0 | 0 | 0 | 0        |
| Tollaslabda   | 0 | 0 | 1 | 1        |
| Úszás         | 0 | 0 | 0 | 0        |
| Vitorlázás    | 1 | 0 | 1 | 2        |
| Összesen      | 1 | 1 | 4 | 6        |

| Naponként | Naponként    | Naponként | Naponként | Naponként | Naponként | Naponként |
| --------- | ------------ | --------- | --------- | --------- | --------- | --------- |
| Nap       | Dátum        |           |           |           | Összesen  |           |
| 1. nap    | Július 25.   | —         | —         | —         |           |           |
| 2. nap    | Július 26.   | 0         | 0         | 0         | 0         |           |
| 3. nap    | Július 27.   | 0         | 0         | 0         | 0         |           |
| 4. nap    | Július 28.   | 0         | 0         | 0         | 0         |           |
| 5. nap    | Július 29.   | 0         | 0         | 0         | 0         |           |
| 6. nap    | Július 30.   | 0         | 0         | 0         | 0         |           |
| 7. nap    | Július 31.   | 0         | 0         | 1         | 1         |           |
| 8. nap    | Augusztus 1. | 0         | 0         | 0         | 0         |           |
| 9. nap    | Augusztus 2. | 0         | 0         | 0         | 0         |           |
| 10. nap   | Augusztus 3. | 0         | 0         | 1         | 1         |           |
| 11. nap   | Augusztus 4. | 1         | 0         | 1         | 2         |           |
| 12. nap   | Augusztus 5. | 0         | 0         | 0         | 0         |           |
| 13. nap   | Augusztus 6. | 0         | 0         | 0         | 0         |           |
| 14. nap   | Augusztus 7. | 0         | 0         | 1         | 1         |           |
| 15. nap   | Augusztus 8. | 0         | 1         | 0         | 1         |           |
| 16. nap   | Augusztus 9. | 0         | 0         | 0         | 0         |           |
| Összesen  |              | 1         | 1         | 4         | 6         |           |

## Atlétika
Női
| Versenyző        | Versenyszám | Előfutam | Előfutam | Előfutam | Döntő   | Döntő    |
| Versenyző        | Versenyszám | Idő      | Hely.    | Össz.    | Idő     | Helyezés |
| ---------------- | ----------- | -------- | -------- | -------- | ------- | -------- |
| Gitte Karlshøj   | 3000 m      | 8:54,05  | 6.       | 17.      | kiesett | kiesett  |
| Dorthe Rasmussen | 10 000 m    | 33:22,43 | 15.      | 28.      | kiesett | kiesett  |

| Versenyző                 | Versenyszám | Selejtező | Selejtező | Döntő    | Döntő    |
| Versenyző                 | Versenyszám | Eredmény  | Helyezés  | Eredmény | Helyezés |
| ------------------------- | ----------- | --------- | --------- | -------- | -------- |
| Renata Pytełewska-Nielsen | Távolugrás  | 663 cm    | 9.        | 606 cm   | 11.      |

## Evezés
Férfi
| Versenyző | Versenyszám | Előfutam | Előfutam | Vigaszág | Vigaszág | Elődöntő | Elődöntő | Elődöntő | Döntő | Döntő   | Döntő | Helyezés |
| Versenyző | Versenyszám | Idő      | Hely.    | Idő      | Hely.    | Típus    | Idő      | Hely.    | Típus | Idő     | Hely. | Helyezés |
| --- | ----------- | -------- | -------- | -------- | -------- | -------- | -------- | -------- | ----- | ------- | ----- | -------- |
| Jens Pørneki Jørgen Tramm Thomas Larsen Lars Christensen Carsten Hassing Jesper Thusgård Kristiansen Martin Haldbo Hansen Kent Skovsager Stephen Masters (kormányos) | Nyolcas     | 5:34,65  | 3.       |          |          | A/B      | 5:35,83  | 4.       | B     | 5:41,61 | 1.    | 7.       |

Női
| Versenyző                                                          | Versenyszám   | Előfutam | Előfutam | Vigaszág | Vigaszág | Döntő | Döntő   | Döntő | Helyezés |
| Versenyző                                                          | Versenyszám   | Idő      | Hely.    | Idő      | Hely.    | Típus | Idő     | Hely. | Helyezés |
| ------------------------------------------------------------------ | ------------- | -------- | -------- | -------- | -------- | ----- | ------- | ----- | -------- |
| Berit Christoffersen Lene Pedersen Trine Hansen Ulla Werner Hansen | Négypárevezős | 7:03,34  | 4.       | 6:48,76  | 3.       | B     | 6:51,89 | 2.    | 8.       |

## Íjászat
Férfi
| Versenyző                                              | Versenyszám | Selejtező | Selejtező | Selejtező | Selejtező | Selejtező | Selejtező | Selejtező | Selejtező | Selejtező | Selejtező | Kieséses szakasz                    | Kieséses szakasz                                                                        | Kieséses szakasz  | Kieséses szakasz  | Kieséses szakasz  | Helyezés |
| Versenyző                                              | Versenyszám | 30 m      | 30 m      | 50 m      | 50 m      | 70 m      | 70 m      | 90 m      | 90 m      | Pont      | Hely.     | 32-es főtábla                       | Nyolcaddöntő                                                                            | Negyeddöntő       | Elődöntő          | Döntő             | Helyezés |
| Versenyző                                              | Versenyszám | Pont      | Hely.     | Pont      | Hely.     | Pont      | Hely.     | Pont      | Hely.     | Pont      | Hely.     | Ellenfél Eredmény                   | Ellenfél Eredmény                                                                       | Ellenfél Eredmény | Ellenfél Eredmény | Ellenfél Eredmény | Helyezés |
| ------------------------------------------------------ | ----------- | --------- | --------- | --------- | --------- | --------- | --------- | --------- | --------- | --------- | --------- | ----------------------------------- | --------------------------------------------------------------------------------------- | ----------------- | ----------------- | ----------------- | -------- |
| Ole Gammelgaard Nielsen                                | Egyéni      | 355       | 2.        | 318       | 33.       | 333       | 6.        | 300       | 15.       | 1306      | 10.       | Steven Hallard (GBR) (23.) · 98-103 | kiesett                                                                                 | kiesett           | kiesett           | kiesett           | 26.      |
| Henrik Kromann Toft                                    | Egyéni      | 347       | 22.       | 319       | 28.       | 333       | 6.        | 295       | 22.       | 1294      | 16.       | Paul Vermeiren (BEL) (17.) · 97-101 | kiesett                                                                                 | kiesett           | kiesett           | kiesett           | 27.      |
| Jan Rytter                                             | Egyéni      | 341       | 48.       | 304       | 60.       | 307       | 64.       | 265       | 66.       | 1217      | 64.       | kiesett                             | kiesett                                                                                 | kiesett           | kiesett           | kiesett           | 64.      |
| Ole Gammelgaard Nielsen Henrik Kromann Toft Jan Rytter | Csapat      | 1043      | 5.        | 941       | 13.       | 973       | 3.        | 860       | 12.       | 3817      | 7.        |                                     | Spanyolország (ESP) · Juan Holgado · Alfonso Menéndez · Antonio Vázquez (10.) · 230-233 | kiesett           | kiesett           | kiesett           | 12.      |

## Kajak-kenu

### Síkvízi
Férfi
| Versenyző                            | Versenyszám        | Előfutam | Előfutam | Előfutam | Vigaszág | Vigaszág | Vigaszág | Elődöntő | Elődöntő | Elődöntő | Döntő   | Döntő    |
| Versenyző                            | Versenyszám        | Idő      | Hely.    | Össz.    | Idő      | Hely.    | Össz.    | Idő      | Hely.    | Össz.    | Idő     | Helyezés |
| ------------------------------------ | ------------------ | -------- | -------- | -------- | -------- | -------- | -------- | -------- | -------- | -------- | ------- | -------- |
| Thor Nielsen                         | Kajak egyes 1000 m | 3:39,86  | 1.       | 6.*      | erőnyerő | erőnyerő | erőnyerő | 3:36,35  | 2.       | 3.       | 3:41,70 | 7.       |
| Jesper Møllegaard Staal Thor Nielsen | Kajak kettes 500 m | 1:37,85  | 3.       | 18.      | 1:31,22  | 1.       | 2.       | 1:30,02  | 3.       | 8.       | 1:31,84 | 6.       |
| Arne Nielsson Christian Frederiksen  | Kenu kettes 500 m  | 1:49,58  | 5.       | 12.      |          |          |          | 1:41,58  | 2.       | 2.       | 1:42,92 | 5.       |
| Arne Nielsson Christian Frederiksen  | Kenu kettes 1000 m | 3:32,32  | 2.D      | 2.       |          |          |          |          |          |          | 3:39,26 |          |

Női
| Versenyző                       | Versenyszám        | Előfutam | Előfutam | Előfutam | Elődöntő | Elődöntő | Elődöntő | Döntő   | Döntő    |
| Versenyző                       | Versenyszám        | Idő      | Hely.    | Össz.    | Idő      | Hely.    | Össz.    | Idő     | Helyezés |
| ------------------------------- | ------------------ | -------- | -------- | -------- | -------- | -------- | -------- | ------- | -------- |
| Yvonne Knudsen                  | Kajak egyes 500 m  | 2:01,09  | 6.       | 14.      | 1:57,94  | 7.       | 13.      | kiesett | kiesett  |
| Jeanette Knudsen Yvonne Knudsen | Kajak kettes 500 m | 1:45,82  | 5.       | 10.      | 1:43,58  | 5.       | 8.       | 1:43,98 | 8.       |

* - egy másik versenyzővel azonos időt ért el

## Kerékpározás

### Országúti kerékpározás
Férfi
| Versenyző          | Versenyszám   | Idő            | Helyezés |
| ------------------ | ------------- | -------------- | -------- |
| Christian Andersen | Mezőnyverseny | 4:35:56(+0:35) | 18.      |
| Lars Michaelsen    | Mezőnyverseny | 4:35:56(+0:35) | 11.      |
| Claus Møller       | Mezőnyverseny | 4:35:56(+0:35) | 34.      |

Női
| Versenyző     | Versenyszám   | Idő            | Helyezés |
| ------------- | ------------- | -------------- | -------- |
| Karina Skibby | Mezőnyverseny | 2:05:03(+0:21) | 11.      |

### Pálya-kerékpározás
Üldözőversenyek
| Versenyző                                                             | Versenyszám                | Selejtező | Selejtező | Negyeddöntő                                                                                 | Negyeddöntő | Negyeddöntő | Elődöntő | Elődöntő  | Elődöntő | Döntő        | Döntő     | Helyezés |
| Versenyző                                                             | Versenyszám                | Idő       | Hely.     | Ellenfél Idő                                                                                | Saját idő   | Hely.       | Ellenfél Idő | Saját idő | Hely.    | Ellenfél Idő | Saját idő | Helyezés |
| --------------------------------------------------------------------- | -------------------------- | --------- | --------- | ------------------------------------------------------------------------------------------- | ----------- | ----------- | --- | --------- | -------- | ------------ | --------- | -------- |
| Jan Bo Petersen                                                       | Férfi egyéni üldözőverseny | 4:35,904  | 8.        | Chris Boardman (GBR) · 4:24,496                                                             | lekörözték  | 10.         | kiesett | kiesett   | kiesett  | kiesett      | kiesett   | 10.      |
| Hanne Malmberg                                                        | Női egyéni üldözőverseny   | 3:45,230  | 5.        | Szvetlana Szamohvalova (EUN) · 3:47,444                                                     | 3:46,959    | 4.          | Petra Rossner (GER) · 3:48,517                                                                                  | 3:53,516  | 4.       |              |           | 4.       |
| Ken Frost Jimmi Madsen Klaus Nielsen Jan Bo Petersen Michael Sandstød | Férfi csapat üldözőverseny | 4:17,719  | 4.        | Nagy-Britannia (GBR) · Chris Boardman · Paul Jennings · Bryan Steel · Glen Sword · 4:14,350 | 4:12,270    | 3.          | Németország (GER) · Guido Fulst · Michael Glöckner · Jens Lehmann · Stefan Steinweg · Andreas Walzer · 4:10,446 | 4:15,860  | 3.       |              |           |          |

Pontversenyek
| Versenyző | Versenyszám       | Selejtező | Selejtező | Selejtező | Selejtező | Döntő     | Döntő | Helyezés |
| Versenyző | Versenyszám       | Csoport   | lekörözés | Pont      | Hely.     | lekörözés | Pont  | Helyezés |
| --------- | ----------------- | --------- | --------- | --------- | --------- | --------- | ----- | -------- |
| Dan Frost | Férfi pontverseny | A         | 1         | 17        | 8.        | -         | 7     | 15.      |

## Labdarúgás
| Dán férfi labdarúgócsapat-játékoskeret | Dán férfi labdarúgócsapat-játékoskeret |
| --- | --- |
| - Søren Andersen - Peter Frank Andersen - Ronnie Ekelund - Per Frandsen - Thomas Helveg - Jacob Kjeldberg Jensen - Niels Christian Jørgensen - Jacob Laursen | - Michael Larsen - Jens Mosegaard Madsen - Jens Christian Madsen - Miklos Molnar - Lars Højer Nielsen - Peter Møller Nielsen - Claus Thomsen - Stig Tøfting - Szövetségi kapitány: Viggo Jensen |

### Eredmények
Csoportkör
D csoport
| Csapat           | M | Gy | D | V | Rg | Kg | Gk | P |
| ---------------- | - | -- | - | - | -- | -- | -- | - |
| Ghána (GHA)      | 3 | 1  | 2 | 0 | 4  | 2  | +2 | 4 |
| Ausztrália (AUS) | 3 | 1  | 1 | 1 | 5  | 4  | +1 | 3 |
| Mexikó (MEX)     | 3 | 0  | 3 | 0 | 3  | 3  | 0  | 3 |
| Dánia (DEN)      | 3 | 0  | 2 | 1 | 1  | 4  | –3 | 2 |

| 1992. július 26. 19:00 |

| Dánia (DEN) | 1–1               | Mexikó (MEX)           |
| ----------- | ----------------- | ---------------------- |
| Thomsen 85' | (0–1) Jegyzőkönyv | Rotllán 39' (11-esből) |

| Estadio La Romareda, Zaragoza Nézőszám: 8 000 Játékvezető: Baldas (olasz) |

| 1992. július 28. 19:00 |

| Dánia (DEN) | 0–0         | Ghána (GHA) |
| ----------- | ----------- | ----------- |
|             | Jegyzőkönyv |             |

| Estadio La Romareda, Zaragoza Nézőszám: 5 000 Játékvezető: Escobar (paraguayi) |

| 1992. július 30. 19:00 |

| Dánia (DEN) | 0–3               | Ausztrália (AUS)                  |
| ----------- | ----------------- | --------------------------------- |
| Molnar 63′  | (0–1) Jegyzőkönyv | Markovski 32' Mori 60' Vidmar 75' |

| Estadio La Romareda, Zaragoza Nézőszám: 3 000 Játékvezető: Baldas (olasz) |

| Csapat      | Helyezés |
| ----------- | -------- |
| Dánia (DEN) | 13.      |

## Lovaglás
Díjlovaglás
| Versenyző                                                                | Ló                             | Versenyszám | Selejtező | Selejtező | Selejtező | Selejtező | Selejtező | Selejtező | Selejtező | Selejtező | Selejtező | Selejtező | Selejtező  | Selejtező  | Döntő   | Döntő   | Döntő   | Döntő   | Döntő   | Döntő   | Döntő   | Döntő   | Döntő   | Döntő   | Döntő      | Helyezés |
| Versenyző                                                                | Ló                             | Versenyszám | 1. kör    | 1. kör    | 2. kör    | 2. kör    | 3. kör    | 3. kör    | 4. kör    | 4. kör    | 5. kör    | 5. kör    | Összesítés | Összesítés | 1. kör  | 1. kör  | 2. kör  | 2. kör  | 3. kör  | 3. kör  | 4. kör  | 4. kör  | 5. kör  | 5. kör  | Összesítés | Helyezés |
| Versenyző                                                                | Ló                             | Versenyszám | Pont      | Hely.     | Pont      | Hely.     | Pont      | Hely.     | Pont      | Hely.     | Pont      | Hely.     | Pont       | Hely.      | Pont    | Hely.   | Pont    | Hely.   | Pont    | Hely.   | Pont    | Hely.   | Pont    | Hely.   | Pont       | Helyezés |
| ------------------------------------------------------------------------ | ------------------------------ | ----------- | --------- | --------- | --------- | --------- | --------- | --------- | --------- | --------- | --------- | --------- | ---------- | ---------- | ------- | ------- | ------- | ------- | ------- | ------- | ------- | ------- | ------- | ------- | ---------- | -------- |
| Lene Hoberg                                                              | Bayard                         | Egyéni      | 295       | 35.       | 290       | 36.       | 302       | 29.       | 277       | 44.       | 287       | 37.       | 1451       | 36.        | kiesett | kiesett | kiesett | kiesett | kiesett | kiesett | kiesett | kiesett | kiesett | kiesett | kiesett    | 36.      |
| Bent Jensen                                                              | Ariston                        | Egyéni      | 285       | 46.       | 290       | 36.       | 275       | 46.       | 284       | 37.       | 277       | 46.       | 1411       | 46.        | kiesett | kiesett | kiesett | kiesett | kiesett | kiesett | kiesett | kiesett | kiesett | kiesett | kiesett    | 46.      |
| Anne Grethe Jensen-Törnblad                                              | Ravel                          | Egyéni      | 306       | 15.       | 312       | 15.       | 320       | 7.        | 302       | 15.       | 300       | 23.       | 1540       | 14.        | 268     | 11.     | 271     | 13.     | 264     | 12.     | 265     | 14.     | 266     | 13.     | 1334       | 13.      |
| Anne Jensen-van Olst                                                     | Chevalier                      | Egyéni      | 309       | 12.       | 317       | 12.       | 307       | 16.       | 305       | 13.       | 304       | 17.       | 1542       | 13.        | 273     | 8.      | 274     | 12.     | 265     | 11.     | 270     | 11.     | 276     | 10.     | 1358       | 10.      |
| Lene Hoberg Bent Jensen Anne Grethe Jensen-Törnblad Anne Jensen-van Olst | Bayard Ariston Ravel Chevalier | Csapat      |           |           |           |           |           |           |           |           |           |           |            |            |         |         |         |         |         |         |         |         |         |         | 4533       | 5.       |

Díjugratás
| Versenyző            | Ló     | Versenyszám | Selejtező | Selejtező | Selejtező | Selejtező | Selejtező | Selejtező    | Selejtező  | Selejtező  | Döntő   | Döntő   | Döntő   | Döntő   | Végeredmény | Végeredmény |
| Versenyző            | Ló     | Versenyszám | 1. kör    | 1. kör    | 2. kör    | 2. kör    | 2. kör    | 3. kör       | Összesítés | Összesítés | 1. kör  | 1. kör  | 2. kör  | 2. kör  | Végeredmény | Végeredmény |
| Versenyző            | Ló     | Versenyszám | Pont      | Hely.     | Pont      | Össz.     | Hely.     | Pont         | Pont       | Hely.      | Bünt.   | Hely.   | Bünt.   | Hely.   | Pont/Bünt   | Helyezés    |
| -------------------- | ------ | ----------- | --------- | --------- | --------- | --------- | --------- | ------------ | ---------- | ---------- | ------- | ------- | ------- | ------- | ----------- | ----------- |
| Merethe Jensen       | Maxime | Egyéni      | 60,00     | 28.       | 81,00     | 141,00    | 16.       | 74,50        | 215,50     | 2.         | 4,00    | 6.      | 8,75    | 9.      | 12,75       | 8.          |
| Lone Kroman Petersen | Qludy  | Egyéni      | 35,00     | 53.       | 0,00      | 35,00     | 76.       | visszalépett | 35,00      | 78.        | kiesett | kiesett | kiesett | kiesett | 35,00       | 78.         |

Lovastusa
| Versenyző      | Ló        | Versenyszám | Díjlovaglás | Díjlovaglás | Tereplovaglás | Tereplovaglás | Tereplovaglás | Díjugratás | Díjugratás | Végeredmény | Végeredmény |
| Versenyző      | Ló        | Versenyszám | Bünt.       | Hely.       | Bünt.         | Hely.         | Össz.         | Bünt.      | Hely.      | Bünt.       | Helyezés    |
| -------------- | --------- | ----------- | ----------- | ----------- | ------------- | ------------- | ------------- | ---------- | ---------- | ----------- | ----------- |
| Nils Haagensen | Discovery | Egyéni      | 48,80       | 7.          | 71,20         | 31.           | 25.           | 6,00       | 23.        | 126,00      | 21.         |

## Ökölvívás
| Versenyző     | Versenyszám     | Selejtező                      | Nyolcaddöntő                 | Negyeddöntő                | Elődöntő                    | Döntő             | Helyezés |
| Versenyző     | Versenyszám     | Ellenfél Eredmény              | Ellenfél Eredmény            | Ellenfél Eredmény          | Ellenfél Eredmény           | Ellenfél Eredmény | Helyezés |
| ------------- | --------------- | ------------------------------ | ---------------------------- | -------------------------- | --------------------------- | ----------------- | -------- |
| Jesper Jensen | Légsúly         | Hamid Berhili (MAR) · 10-4     | Kovács István (HUN) · 0-14   | kiesett                    | kiesett                     | kiesett           | 9.       |
| Brian Lentz   | Középsúly       | Bandiin Altangerel (MGL) · 4-0 | Sven Ottke (GER) · 2-9       | kiesett                    | kiesett                     | kiesett           | 9.       |
| Mark Hulstrøm | Nehézsúly       | Željko Mavrović (CRO) · 2-8    | kiesett                      | kiesett                    | kiesett                     | kiesett           | 17.      |
| Brian Nielsen | Szupernehézsúly | erőnyerő                       | Jeong Seung-Won (KOR) · 16-2 | Peter Hrivňák (TCH) · 14-4 | Roberto Balado (CUB) · 1-15 | kiesett           |          |

## Sportlövészet
Férfi
| Versenyző              | Versenyszám           | Selejtező | Selejtező | Döntő   | Döntő    |
| Versenyző              | Versenyszám           | Pont      | Helyezés  | Pont    | Helyezés |
| ---------------------- | --------------------- | --------- | --------- | ------- | -------- |
| Klavs Jørn Christensen | Sportpuska, összetett | 1153      | 25.       | kiesett | kiesett  |
| Jørgen Herlufsen       | Sportpuska, összetett | 1141      | 37.       | kiesett | kiesett  |
| Bo Lilja               | Sportpuska, fekvő     | 591       | 31.*****  | kiesett | kiesett  |
| Jens Harskov Loczi     | Sportpuska, fekvő     | 596       | 11.***    | kiesett | kiesett  |

Női
| Versenyző    | Versenyszám | Selejtező | Selejtező | Döntő   | Döntő    |
| Versenyző    | Versenyszám | Pont      | Helyezés  | Pont    | Helyezés |
| ------------ | ----------- | --------- | --------- | ------- | -------- |
| Karen Hansen | Légpisztoly | 378       | 12.**     | kiesett | kiesett  |

Nyílt
| Versenyző           | Versenyszám | Selejtező | Selejtező | Elődöntő | Elődöntő | Döntő   | Döntő    |
| Versenyző           | Versenyszám | Pont      | Helyezés  | Pont     | Helyezés | Pont    | Helyezés |
| ------------------- | ----------- | --------- | --------- | -------- | -------- | ------- | -------- |
| Ole Justesen        | Skeet       | 147       | 13.       | 196      | 16.****  | kiesett | kiesett  |
| Ole Riber Rasmussen | Skeet       | 139       | 55.*      | kiesett  | kiesett  | kiesett | kiesett  |

* - egy másik versenyzővel azonos eredményt ért el

** - két másik versenyzővel azonos eredményt ért el

*** - három másik versenyzővel azonos eredményt ért el

**** - négy másik versenyzővel azonos eredményt ért el

***** - hét másik versenyzővel azonos eredményt ért el

## Súlyemelés
| Versenyző          | Versenyszám | Szakítás | Szakítás | Lökés    | Lökés    | Összesen | Helyezés |
| Versenyző          | Versenyszám | Eredmény | Helyezés | Eredmény | Helyezés | Összesen | Helyezés |
| ------------------ | ----------- | -------- | -------- | -------- | -------- | -------- | -------- |
| Henrik Andersen    | 75 kg       | 130,0    | 29.      | 167,5    | 26.      | 297,5    | 27.      |
| Kim Lynge Pedersen | 100 kg      | 150,0    | 19.      | 185,0    | 18.      | 335,0    | 19.      |

## Tenisz
Férfi
| Versenyző                           | Versenyszám | 64-es főtábla                          | 32-es főtábla                                                             | Nyolcaddöntő      | Negyeddöntő       | Elődöntő          | Döntő             | Helyezés |
| Versenyző                           | Versenyszám | Ellenfél Eredmény                      | Ellenfél Eredmény                                                         | Ellenfél Eredmény | Ellenfél Eredmény | Ellenfél Eredmény | Ellenfél Eredmény | Helyezés |
| ----------------------------------- | ----------- | -------------------------------------- | ------------------------------------------------------------------------- | ----------------- | ----------------- | ----------------- | ----------------- | -------- |
| Kenneth Carlsen                     | Egyes       | Goran Prpić (CRO) · 4-6, 6-4, 3-6, 5-7 | kiesett                                                                   | kiesett           | kiesett           | kiesett           | kiesett           | 33.      |
| Kenneth Carlsen Frederik Fetterlein | Páros       |                                        | Kanada (CAN) · Brian Gyetko · Sébastien LeBlanc · 3-6, 6-7(4-7), 6-7(2-7) | kiesett           | kiesett           | kiesett           | kiesett           | 17.      |

## Tollaslabda
| Versenyző                              | Versenyszám | Selejtező                            | 32-es főtábla                                                     | Nyolcaddöntő                                                                          | Negyeddöntő                                                                            | Elődöntő                            | Döntő             | Helyezés |
| Versenyző                              | Versenyszám | Ellenfél Eredmény                    | Ellenfél Eredmény                                                 | Ellenfél Eredmény                                                                     | Ellenfél Eredmény                                                                      | Ellenfél Eredmény                   | Ellenfél Eredmény | Helyezés |
| -------------------------------------- | ----------- | ------------------------------------ | ----------------------------------------------------------------- | ------------------------------------------------------------------------------------- | -------------------------------------------------------------------------------------- | ----------------------------------- | ----------------- | -------- |
| Poul-Erik Høyer Larsen                 | Férfi egyes | erőnyerő                             | Macsida Fumihiko (JPN) · 15-2, 15-4                               | Chan Kín-ngaj (Chan Kin Ngai) (HKG) · 15-10, 15-5                                     | Ardy Wiranata (INA) · 10-15, 12-15                                                     | kiesett                             | kiesett           | 5.       |
| Thomas Stuer-Lauridsen                 | Férfi egyes | Vimal Kumár (IND) · 15-6, 15-6       | Bryan Blanshard (CAN) · 15-7, 15-4                                | Liu Csün (Liu Jun) (CHN) · 10-15, 17-16, 15-9                                         | Rashid Sidek Mohamed (MAS) · 15-12, 15-8                                               | Alan Budikusuma (INA) · 14-18, 8-15 | kiesett           |          |
| Camilla Martin                         | Női egyes   | Vandanah Seesurun (MRI) · 11-1, 11-0 | Anna Lao (AUS) · 6-11, 11-12                                      | kiesett                                                                               | kiesett                                                                                | kiesett                             | kiesett           | 17.      |
| Pernille Nedergaard                    | Női egyes   | erőnyerő                             | Katarzyna Krasowska (POL) · 11-0, 11-3                            | Jaroensiri Somhasurthai (THA) · 11-5, 6-11, 10-12                                     | kiesett                                                                                | kiesett                             | kiesett           | 9.       |
| Jon Holst-Christensen Thomas Lund      | Férfi páros |                                      | Új-Zéland (NZL) · Dean Galt · Kerrin Harrison · 15-0, 15-2        | Malajzia (MAS) · Jalani Sidek Mohamed · Razif Sidek Mohamed · 12-15, 6-15             | kiesett                                                                                | kiesett                             | kiesett           | 9.       |
| Jan Paulsen Henrik Svarrer             | Férfi páros |                                      | Szingapúr (SIN) · Abdul Hamid Khan · Leng Kang Koh · 15-1, 15-5   | Kanada (CAN) · David Humble · Anil Kaul · 15-5, 15-4                                  | Kína (CHN) · Li Jung-po (Li Yongbo) · Tien Ping-ji (Tian Bingyi) · 11-15, 15-12, 14-17 | kiesett                             | kiesett           | 5.       |
| Pernille Dupont Jensen Grete Mogensen  | Női páros   |                                      | Japán (JPN) · Mori Hiszako · Dzsinnai Kimiko · 18-14, 14-18, 2-10 | kiesett                                                                               | kiesett                                                                                | kiesett                             | kiesett           | 17.      |
| Lisbet Stuer-Lauridsen Marlene Thomsen | Női páros   |                                      | Kanada (CAN) · Denyse Julien · Doris Piché · 9-15, 18-16, 18-14   | Kína (CHN) · Kuan Vej-csen (Guan Weizhen) · Nung Csün-hua (Nong Qunhua) · 3-15, 12-15 | kiesett                                                                                | kiesett                             | kiesett           | 9.       |

## Úszás
Férfi
| Versenyző       | Versenyszám  | Előfutam | Előfutam | Előfutam | Döntő   | Döntő   | Döntő   | Helyezés |
| Versenyző       | Versenyszám  | Idő      | Hely.    | Össz.    | Típus   | Idő     | Hely.   | Helyezés |
| --------------- | ------------ | -------- | -------- | -------- | ------- | ------- | ------- | -------- |
| Franz Mortensen | 50 m gyors   | 23,61    | 8.       | 29.      | kiesett | kiesett | kiesett | kiesett  |
| Franz Mortensen | 100 m gyors  | 51,29    | 8.       | 26.      | kiesett | kiesett | kiesett | kiesett  |
| Franz Mortensen | 200 m gyors  | 1:53,86  | 3.       | 32.      | kiesett | kiesett | kiesett | kiesett  |
| Lars Sørensen   | 200 m hát    | 2:06,80  | 7.       | 36.      | kiesett | kiesett | kiesett | kiesett  |
| Lars Sørensen   | 100 m mell   | 1:07,94  | 7.       | 48.      | kiesett | kiesett | kiesett | kiesett  |
| Lars Sørensen   | 200 m vegyes | 2:04,65  | 6.       | 15.      | B       | 2:03,81 | 3.      | 11.      |

Női
| Versenyző                                                                        | Versenyszám            | Előfutam | Előfutam | Előfutam | Döntő   | Döntő        | Döntő        | Helyezés     |
| Versenyző                                                                        | Versenyszám            | Idő      | Hely.    | Össz.    | Típus   | Idő          | Hely.        | Helyezés     |
| -------------------------------------------------------------------------------- | ---------------------- | -------- | -------- | -------- | ------- | ------------ | ------------ | ------------ |
| Gitta Jensen                                                                     | 50 m gyors             | 26,54    | 6.       | 18.      | kiesett | kiesett      | kiesett      | kiesett      |
| Gitta Jensen                                                                     | 200 m gyors            | 2:02,27  | 5.       | 14.      | B       | 2:02,32      | 6.           | 14.          |
| Gitta Jensen                                                                     | 100 m gyors            | 56,47    | 6.       | 12.      | B       | 56,59        | 4.           | 12.          |
| Mette Nørskov Nielsen                                                            | 100 m gyors            | 58,67    | 5.       | 27.      | kiesett | kiesett      | kiesett      | kiesett      |
| Mette Nørskov Nielsen                                                            | 50 m gyors             | 26,80    | 4.       | 25.*     | kiesett | kiesett      | kiesett      | kiesett      |
| Mette Jacobsen                                                                   | 200 m gyors            | 2:01,84  | 4.       | 13.      | B       | 2:02,14      | 5.           | 13.          |
| Mette Jacobsen                                                                   | 400 m gyors            | 4:16,80  | 4.       | 13.      | B       | visszalépett | visszalépett | visszalépett |
| Mette Jacobsen                                                                   | 200 m pillangó         | 2:13,18  | 2.       | 8.       | A       | 2:11,87      | 7.           | 7.           |
| Berit Puggaard                                                                   | 200 m pillangó         | 2:16,11  | 5.       | 16.      | B       | 2:15,07      | 7.*          | 15.*         |
| Berit Puggaard                                                                   | 100 m pillangó         | 1:04,57  | 5.       | 38.      | kiesett | kiesett      | kiesett      | kiesett      |
| Britta Vestergaard                                                               | 100 m mell             | 1:13,58  | 8.       | 27.      | kiesett | kiesett      | kiesett      | kiesett      |
| Britta Vestergaard                                                               | 200 m mell             | 2:35,28  | 1.       | 21.*     | kiesett | kiesett      | kiesett      | kiesett      |
| Britta Vestergaard                                                               | 400 m vegyes           | kizárták | kizárták | kizárták | kiesett | kiesett      | kiesett      | kiesett      |
| Annette Poulsen                                                                  | 200 m vegyes           | 2:25,67  | 6.       | 35.      | kiesett | kiesett      | kiesett      | kiesett      |
| Gitta Jensen Mette Jacobsen Berit Puggaard Mette Nørskov Nielsen Annette Poulsen | 4 × 100 m gyorsváltó   | 3:48,78  | 4.       | 7.       | A       | 3:47,81      | 6.           | 6.           |
| Mette Jacobsen Britta Vestergaard Berit Puggaard Gitta Jensen                    | 4 × 100 m vegyes váltó | 4:17,20  | 4.       | 11.      | kiesett | kiesett      | kiesett      | kiesett      |

* - egy másik versenyzővel azonos időt ért el

## Vitorlázás
Férfi
| Versenyző                          | Versenyszám     | Futam  | Futam | Futam  | Futam | Futam | Futam | Futam  | Futam | Futam | Futam | Pontszám | Helyezés |
| Versenyző                          | Versenyszám     | 1      | 2     | 3      | 4     | 5     | 6     | 7      | 8     | 9     | 10    | Pontszám | Helyezés |
| ---------------------------------- | --------------- | ------ | ----- | ------ | ----- | ----- | ----- | ------ | ----- | ----- | ----- | -------- | -------- |
| Morten Egeblad Christoffersen      | Szörfvitorlázás | 22,0   | 18,0  | 17,0   | 22,0  | 27,0  | 23,0  | (51,0) | 13,0  | 10,0  | 31,0  | 183,0    | 17.      |
| Stig Westergaard                   | Finn dingi      | 19,0   | 16,0  | (30,0) | 15,0  | 21,0  | 21,0  | 5,7    |       |       |       | 97,7     | 12.      |
| Hans Jørgen Riber Jesper Pilegaard | 470-es osztály  | (32,0) | 31,0  | 29,0   | 29,0  | 16,0  | 24,0  | 10,0   |       |       |       | 139,0    | 19.      |

Női
| Versenyző                             | Versenyszám    | Futam | Futam | Futam | Futam | Futam | Futam  | Futam | Pontszám | Helyezés |
| Versenyző                             | Versenyszám    | 1     | 2     | 3     | 4     | 5     | 6      | 7     | Pontszám | Helyezés |
| ------------------------------------- | -------------- | ----- | ----- | ----- | ----- | ----- | ------ | ----- | -------- | -------- |
| Dorte Oppelstrup Jensen               | Europe         | 16,0  | 0,0   | 10,0  | 10,0  | 18,0  | (20,0) | 11,7  | 65,7     | 5.       |
| Marianne Halfdan-Nielsen Susanne Ward | 470-es osztály | 11,7  | 18,0  | 20,0  | 17,0  | 11,7  | (23,0) | 20,0  | 98,4     | 13.      |

Nyílt
| Versenyző                               | Versenyszám     | Futam  | Futam | Futam | Futam | Futam | Futam | Futam  | Pontszám | Helyezés |
| Versenyző                               | Versenyszám     | 1      | 2     | 3     | 4     | 5     | 6     | 7      | Pontszám | Helyezés |
| --------------------------------------- | --------------- | ------ | ----- | ----- | ----- | ----- | ----- | ------ | -------- | -------- |
| Benny Andersen Mogens Just Mikkelsen    | Csillaghajó     | (27,0) | 11,7  | 25,0  | 8,0   | 0,0   | 25,0  | 16,0   | 85,7     | 9.       |
| Anette Ree Andersen Lars Hendriksen     | Tornádó         | 3,0    | 21,0  | 23,0  | 20,0  | 17,0  | 23,0  | (24,0) | 107,0    | 16.      |
| Jens Bojsen-Møller Jørgen Bojsen-Møller | Repülő hollandi | (17,0) | 5,7   | 16,0  | 10,0  | 0,0   | 3,0   | 3,0    | 37,7     |          |

| Versenyző                             | Versenyszám | Előfutam | Előfutam | Előfutam | Előfutam | Előfutam | Előfutam | Előfutam | Előfutam | Csoportkör | Csoportkör | Csoportkör | Csoportkör | Csoportkör | Csoportkör | Csoportkör | Kieséses szakasz        | Kieséses szakasz             | Helyezés |
| Versenyző                             | Versenyszám | 1        | 2        | 3        | 4        | 5        | 6        | Pont     | Hely.    | USA        | SWE        | ESP        | GBR        | GER        | Pont       | Hely.      | Elődöntő                | Döntő                        | Helyezés |
| ------------------------------------- | ----------- | -------- | -------- | -------- | -------- | -------- | -------- | -------- | -------- | ---------- | ---------- | ---------- | ---------- | ---------- | ---------- | ---------- | ----------------------- | ---------------------------- | -------- |
| Jesper Bank Steen Secher Jesper Seier | Soling      | 3,0      | 3,0      | 0,0      | 14,0     | 14,0     | (31,0)   | 34,0     | 2.       | 0-1        | 0-1        | 1-0        | 1-0        | 1-0        | 3          | 2.         | Németország (GER) · 2-0 | Egyesült Államok (USA) · 2-0 |          |